# 家名
家名（いえな、かめい。英:family name）とは 、ある家の呼び名、ファミリーネームを意味する。日本では現在のファミリーネーム(氏・苗字・名字・姓)という意味だけでなく、明治時代までの姓氏(カバネとウジ)または屋号のことも意味する。例として、西郷隆盛(明治4年10月12日の姓尸不称令以降の正式名)ならば、それ以前まで氏は平（たいらの)、姓は朝臣(あそん）、家名は西郷、幼名は小吉、諱は隆盛、通称は吉之助、雅号は南洲である。
同じ東アジアの漢字文化圏内でも、日本、中国、韓国、ベトナムなどそれぞれ同じ「家」という漢字を用いていても、国によって「家」の機能や人々の関係性に違いがある。例えば、中国や朝鮮半島における「家(家族)」とは「父系家族(妻のみ余所者)」という男系血族集団を長年意味しており、日本の「家」のように夫婦を中心とした家族単位で家業や家名の維持を重視する機能を持つものではない。

## 日本
前述の西郷隆盛の明治時代初期までの本名で分かるように、現代日本では「姓」「氏」「苗字(名字)」「家名」「ファミリーネーム(family name)」という本来全く違う意味の言葉が同義として用いられてる。

### 公家と武家の相違点
古代日本の支配層(公家や武家)は「氏」と呼ばれる一族集団によって構成されて、それぞれが更に異なる姓を有していた。そして、この時代の「姓」は男系一族由来の称号を意味し、源平藤橘という源氏・平氏・藤原氏・橘氏の4つの「氏」が代表的な貴族のモノとして知られている。
公家社会においては平安時代中期以後、御堂流・閑院流・勧修寺流などの家筋が成立するが、この当時の家筋は派生した氏集団としての要素が強かった。公家社会では平安時代末期から鎌倉時代初期にかけて父子直系の家族間で同じ称号を名乗る習慣が発生した。だが、こうした称号も実名使用を回避し、他の公家との区別を明確化するために用いられたもので安定したものではなく、父子間でも異なったり、自称と他称が異なったり（多くの場合は自称が重視された）することも珍しくなかった。「前宮内卿」「藤中納言」「二位大納言」など、“前”・“本”・“新”・“藤”・“源”の文字や位階＋官職名で構成される一般名詞のように用いられた称号（これを「非固有名詞的称号」と称する）も同様の目的で用いられていた。
嫡系継承が確立する南北朝時代(1336年から1392年)になると公家では「近衛家」・「九条家」などの個々の「家」が確立され、家名として成立するようになった。家名は邸宅のある通りやゆかりのある地名・施設名などから取られる場合が多かった。もっとも室町時代に入っても家名と異なる称号を用いる公家も少なくなかった。例えば、初期の足利将軍（尊氏・義詮）は朝廷（北朝）においては「足利」を家名、「鎌倉」を称号として、自らが“鎌倉殿”であることを強調した。また、室町時代後期の今出川家は“今出川殿”を称した足利義視に遠慮して「菊亭」を称号として後世まで引き継いだ。こうした現象は個人単位でもしばしば発生し、古記録や系図などを読む際には注意を要する。
また、平安時代後期から鎌倉時代にかけての武士の台頭後に、公家における家名は家業とともに個々の「家」を伝統文化・有職故実の宗匠（家元）としての価値を持たせる役目を果たし、実質的な政治権力を失った公家社会において「家」の存続を図る動機となり得た。例えば、藤原為家の子・為相は、父から家業である歌道を引き継ぐとともに、正門が冷泉小路に面していた「冷泉高倉」邸を譲られて家名を「冷泉」と号した。他の兄弟もそれぞれ二条大路と京極大路に面した正門を持つ邸宅を継承したことからそれぞれ「二条」・「京極」と名乗った。
武家社会においては受領・軍事貴族・在庁官人及びその子孫が中央の公家と同様の姓を名乗っていたが、平安時代末期には代々の居住地や開発して自己の所領とした土地の地名を苗字として採用するようになる。足利氏・新田氏・北条氏・千葉氏などがこれに当たる。もっとも、当初のそれは公家の例と同じように派生した氏集団としての要素も存在し、北条氏から金沢・赤橋・大仏・名越の諸家が派生するなど流動的な要素もあり、武家社会の家名の成立も公家社会と同様に南北朝時代ごろと考えられている。

#### 公家における夫婦同姓化・夫婦同墓化
平安時代(784年-1192年)の時期から、公家は夫婦別姓・夫婦別墓であった。しかし、戦国時代(1467年-1568年)となると、公家では妻が夫と同姓にすること、同じお墓に入るようになった。妻は結婚後に婚家に帰属し、一族の一員と見なされるようになった背景としては、世襲化される家業を盛り立てること、家政を取りしきることを「婚家(嫁ぎ先)の一員」 と任されるようになったからである。戦国時代の公家女性は戦国の世を懸命に生き抜き、婚家家族で花見や外出を楽しんでいた記録が残っている。

### 庶民

#### 屋号や私称
庶民における現代のファミリーネームに近い「家名」が確立したと言えるのは、室町時代頃(1336年-1573年)と考えられている。ただし、現代日本とはことなり、民衆の「ファミリーネーム」は、苗字と通名の2本立ての家名が用いられていた。通名とは人名における家名に相当するもので代々の当主が襲名する字と呼ばれる通称のことで、「○○兵衛」「××衛門」などがこれに当たる。また、商家における屋号も苗字と同様の役割を果たし、屋号と通名を合わせた名称（「○○屋××衛門」「××○兵衛」など）が公式の名乗りとなった。江戸時代には、庶民が苗字を公称することが禁じられたため、通名をもって家名の区別を行った。「苗字が無かった」と誤解されているが、実際には公文書など公の場で苗字が使えなかったのみで、庶民間といった地域内での「苗字の私称」は広く行われていた。また領主から苗字帯刀許可を与えられたことによって、苗字を公的に名乗れる庶民の事例もあった。

#### 全国民に対する苗字公称許可後
明治維新後の1875年2月13日の平民苗字必称義務令及び1898年公布の明治民法によって全ての日本人が苗字(氏)を名乗りそれを家名として固定化することが定められた。なお、これに先立ち、明治4年10月12日（1871年11月24日）に、  明治4年太政官布告第534号(姓尸不称令)が出され、武家で儒教思想的に男系血族で引き継いできた「姓」は日本で実質上廃止され、ファミリーネーム的な「氏」に統一されている。一切の公文書に「姓尸」（姓とカバネ）を表記せず、「苗字と實名(諱)」のみを使用することが定められた。

## 欧州
古代ローマのラテン語の家名(ファミリーネーム)のいくつかは、フランス人男女のファーストネームの由来になっている。例として、古代ローマ時代の家名Camillus［カミッルス］は、Camille(カミーユ)という男女共通、女限定のCamilla(カミッラ)の由来である。